# Kam Heskin
Kam Heskin, Kam Erika Heskin, född 8 maj 1973 i Grand Forks, är en amerikansk skådespelare och fotomodell.
Heskin är uppväxt i Colorado. Efter examen i kommunikation och statsvetenskap vid Concordia College i Minnesota flyttade hon till Chicago och började arbeta som modell. När hon var och jobbade i Japan fick hon en filmroll i "Henry, Portrait of a Serial Killer." Hon flyttade till New York och skrev kontrakt med Wilhelmina Modeling Agency om att göra bilder i Allure, Mademoiselle, Seventeen och Cosmopolitan. Hon blev senare vald till en huvudroll i en film av John Woo, "Blackjack".
Ett tag senare gick hon på auditionen för rollen Caitlin i Sunset Beach i New York och fick rollen. I Sunset Beach spelar hon en rik pappas flicka som trots sin fars protester gifter sig med mannen hon älskar.
Hon gifte sig med Jonathan Cheriff 1 augusti 1998, men de skilde sig senare.

## Filmografi i urval
- 2000 - Sjunde himlen (avsnittet Losers)
- 2001 – Apornas planet
- 2002 - Angel (avsnittet Spin the Bottle)
- 2002 – Catch Me If You Can
- 2003 - Stolthet & Fördom
- 2004 - Förhäxad (avsnittet Witchstock)
- 2006 - Prinsen & jag 2
- 2008 - Prinsen & jag 3
- 2009 - Prinsen & jag 4